# Butler Township (Luzerne County, Pennsylvania)
Butler Township ist ein Township im Süden des Luzerne County im US-Bundesstaat Pennsylvania. Das U.S. Census Bureau hat bei der Volkszählung 2020 eine Einwohnerzahl von 9.485 auf einer Fläche von 87,1 km² ermittelt.  
Zu dem 1784 von John Balliet gegründeten Township zählen die Dörfer Beech Mountain Lakes, Drums, Edgewood, Kis-Lyn, Nescopeck Pass (teilweise in Dorrance Township), St. Johns und Sand Spring.
Im Jahr 1928 landete Spirit of St. Louis ein Jahr nach ihrer Atlantiküberquerung auch auf dem Flugfeld von St. Johns und Drums.

## Persönlichkeiten
- Jack Palance (1919–2006), Schauspieler